# 华家班
华家班是一支由中国赛车手华庆先创办的汽车特技表演团队，曾在南海影视城、天津泰达航母主题公园等多地进行特技表演。该团队于2015年创造了4车同时漂移入库10cm的世界纪录、于2019年获得了第六季中国达人秀亚军。